# Icon (Zvezdna vrata SG-1)
Icon je 5. epizoda 8.sezone znanstvenofantastične nanizanke Zvezdna vrata SG-1. Dogaja se na planetu Tagalus, kjer ekipa SG-1 s svojim prihodom povzroči dodatna trenja med dvema državama, ki sta v stanju nekakšne hladne vojne.

Epizoda se začne, ko se ranjeni in opečeni Daniel Jackson zbudi na planetu Tegalus na neznani lokaciji. Sprva se ne spomni, zakaj in kako se je znašel tam, vendar mu je jasno, da se je to zgodilo kot posledica prihoda ekipe SG-1 na planet.
Zgodba se nato preseli 3 mesece v preteklost, ko je ekipa prišla na planet skozi zvezdna vrata in se srečali s predstavniki Protektorata Rand, na ozemlju katerega so bila zvezdna vrata. Ugotovili so, da je civilizacija na nivoju zahodnega sveta na Zemlji v 40. letih 20.stoletja, vendar posedujejo napredne poveljniške centre in strateške balistične izstrelke. 
Prihod ekipe je povzročil okrepitev skupine verskih fanatikov, ki jih je vodil Soren. Ta skupina je verjela, da so zvezdna vrata pred davnimi časi uporabljali njihovi starodavni bogovi, ki  naj bi se po izročilu nekega dne vrnili in nagradili svoje privržence. Prihod ekipe SG-1 je njihovo verovanje le potrdil, zato je Soren začel zbirati nove privržence, s katerimi bi zrušil vlado Protektorata Rand in vzpostavil novo religijo. Daniel Jackson je ostal na planetu, da bi poskusil pomiriti nastalo situacijo. Zaradi grozeče nevarnosti, da se uporniki dokopljejo do vojaških zmogljivosti Protektorata Rand, je nasprotna Kaledonska federacija zvišala stopnjo vojaške pripravljenosti in napovedala protiudarec, če bi upornikom uspelo zrušiti vlado in prevzeti nadzor nad strateškim orožjem.
Upornikom je kmalu uspelo prevzeti nadzor nad raketnim izstreliščem in sprožiti napad na Kaledonsko federacijo, ki takoj izvede protinapad. Danielu Jacksonu uspe pobegniti preden uporniki zavzamejo glavno oporišče, obe vojskujoči se strani pa sta v spopadu močno uničeni. Sorenove sile tako prevzamejo oblast in začnejo z eliminacijo vseh nasprotnikov.
Poveljstvo zvezdnih vrat se začne pogajati s Sorenom in prosi za pomoč pri iskanju Daniela Jacksona, kar pa Soren zavrne. Danielu v tem času uspe po radiu predlagati načrt za napad na Sorenove sile, ki naj bi ga izvedlo več ekip SG in nasprotniki Sorenovega režima. Napad je uspešen, vendar se Soren ni pripravljen predati, zato ga nasprotniki ustrelijo, s čimer se njegova vojaška vladavina konča.